# 낙건나

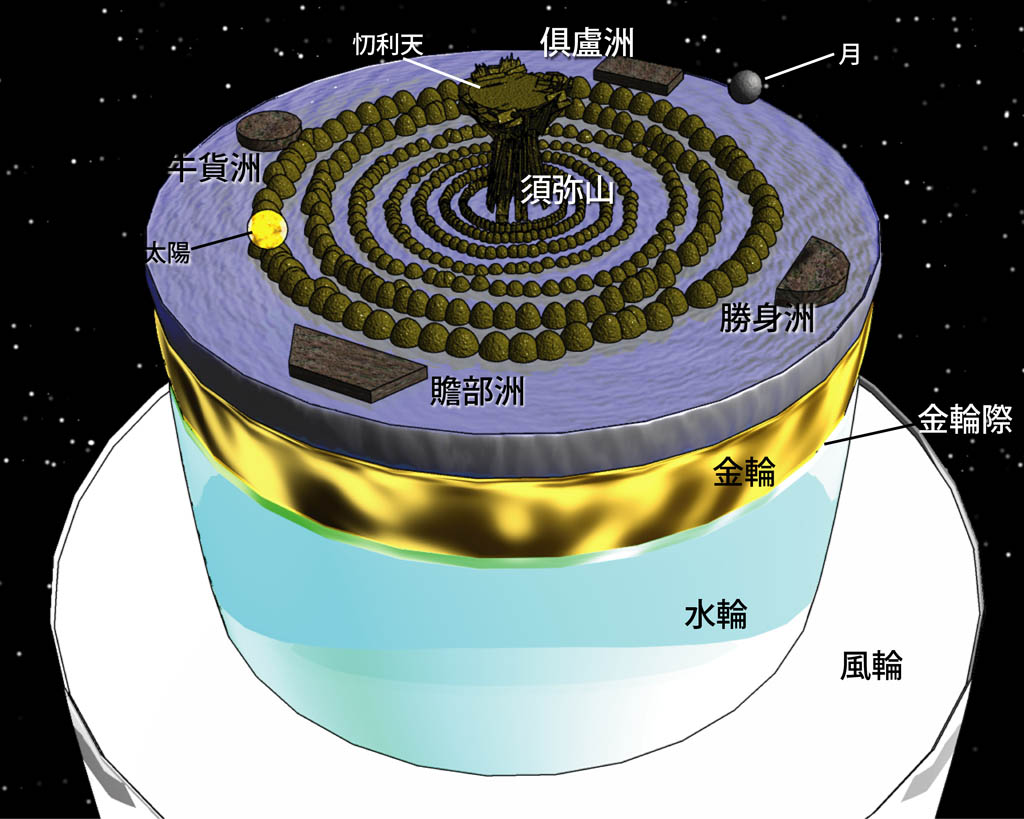
불교의 우주론: 가운데에 수미산(須彌山)이 있으며 수미산 꼭대기에 도리천(忉利天)이 있다. 풍륜 위에 수륜이 있고, 수륜 위에 금륜이 있으며, 금륜 위에 9산8해(九山八海)가 있다. 수미산은 9산 가운데 하나로 기세간의 중심에 있다.

낙건나(諾健那, 산스크리트어: nagna)는 불교의 신들 중의 하나로, 6도 가운데 인간도에 거주하는 대력신(大力神) 즉 큰 힘을 가진 신이다.
낙가나(諾伽那) 또는 도건나(荼健那)라고도 한다. 원래 명칭은 마하낙건나(摩訶諾健那, 산스크리트어: mahā-nagna)이며, 대낙건나(大諾健那) 또는 대낙나역인(大諾那力人)이라고도 한다.
산스크리트어 나그나(nagna)의 일반 사전적인 뜻은 '나신(裸身, naked)의'인데, 이것은 낙건나가 나신의 대력신(大力神)이라는 것을 뜻한다. 《대비바사론》 제30권에 따르면, 낙건나는 가장 최소한으로 잡아도 일반 코끼리의 100배의 힘을 가진 신이다.
《구사론》 제11권에는 기세간(器世間) 즉 우주의 형성에 대한 내용이 나오는데, 불교의 우주론에 따르면 우주는 성 · 주 · 괴 · 공의 4겁을 거친다. 각각 20중겁(中劫)의 괴겁(壞劫)과 공겁(空劫)을 거친 다음 모든 유정들의 공업(共業)에 의해 기세간이 다시 이루어지는데, 색계의 제1정려의 대범천의 궁전부터 시작하여 순서대로 욕계의 6욕천 가운데 가장 아래의 공거천인 야마천의 궁전까지가 성립되고, 그런 후 욕계의 나머지 기세간이 성립된다. 이 욕계의 나머지 기세간의 성립의 최초의 단계는 허공을 의지하여 풍륜(風輪, 산스크리트어: vāyu-maṇḍala: 바람 바퀴)이 생기는 것이다.  그런 후 풍륜 위에 수륜(水輪)이 형성되고, 다시 수륜 위에 금륜(金輪)이 형성되고, 다시 금륜 위에 4대주(四大洲)와 9산8해(九山八海)가 형성되며, 다시 9산 중 가장 가운데에 있는 산인 수미산(須彌山) 위의 지표에 4천왕천과 도리천의 두 지거천의 궁전이 형성됨으로써 기세간의 성립이 완료된다.
그런데, 《구사론》에 따르면, 풍륜은 '바람 바퀴'라는 이름과는 달리 매우 굳고 치밀한 물질로, 설혹 어떤 낙건나가 금강륜(金剛輪: 구역은 금강저(金剛杵)로 무기의 일종)을 사용해 온 힘을 다해 내려치더라도 금강륜이 부서질지언정 풍륜은 어떠한 손상도 입지 않는다고 한다.

## 참고 문헌
- 세친 지음, 현장 한역, 권오민 번역 (K.955, T.1558). 《아비달마구사론》. 한글대장경 검색시스템 - 전자불전연구소 / 동국역경원. K.955(27-453), T.1558(29-1). |title=에 외부 링크가 있음 (도움말)
- 오백 아라한 지음, 현장 한역, 송성수 번역 (K.952, T.1545). 《아비달마대비바사론》. 한글대장경 검색시스템 - 전자불전연구소 / 동국역경원. K.952(26-1,27-1), T.1545(27-1). |title=에 외부 링크가 있음 (도움말)
- (영어) Sanskrit and Tamil Dictionaries. 《Cologne Digital Sanskrit Dictionaries》. Institute of Indology and Tamil Studies, Cologne University (www.sanskrit-lexicon.uni-koeln.de). |title=, |출판사=에 외부 링크가 있음 (도움말)
- 운허.  동국역경원 편집, 편집. 《불교 사전》. |title=에 외부 링크가 있음 (도움말)
- (중국어) 佛門網. 《佛學辭典(불학사전)》. |title=에 외부 링크가 있음 (도움말)
- (중국어) 星雲. 《佛光大辭典(불광대사전)》 3판. |title=에 외부 링크가 있음 (도움말)
- (중국어) 세친 조, 현장 한역 (T.1558). 《아비달마구사론(阿毘達磨俱舍論)》. 대정신수대장경. T29, No. 1558, CBETA. |title=에 외부 링크가 있음 (도움말)
- (중국어) 오백 아라한 조, 현장 한역 (T.1545). 《아비달마대비바사론(阿毘達磨大毘婆沙論)》. 대정신수대장경. T27, No. 1545, CBETA. |title=에 외부 링크가 있음 (도움말)